# Toise
De toise (symbol: T) is een oude Franse lengtemaat. De oorspronkelijke definitie van een toise was de afstand tussen de vingertoppen van iemand met uitgestrekte armen, analoog aan de oorsprong van de vadem. Eén toise werd gelijkgesteld aan zes pieds (voet), wat overeenkomt met ca. 1,80 meter voor één toise.
Na de Franse Revolutie werd de lengte van de meter vastgelegd in termen van de Parijse toise; hieruit blijkt dat deze Parijse toise ongeveer 1,949 meter was.
De Franse mijl (mille) was gelijk aan 1000 toise.
In 1812 stelde Napoleon I in een wet de lengte van de toise métrique vast op 2 meter. Het gebruik van deze eenheid was een tijdlang voorgeschreven maar ze werd niet algemeen aanvaard, en de wet werd later weer ingetrokken.